# 吉田経房
吉田 経房（よしだ つねふさ）は、平安時代後期から鎌倉時代初期にかけての公卿。藤原北家勧修寺流、権右中弁・藤原光房の子。官位は正二位・権大納言。
源頼朝の鎌倉政権（後の鎌倉幕府）より初代関東申次に任ぜられた。吉田家（後の甘露寺家）の祖。

## 経歴
久安6年（1150年）、僅か9歳で従五位下・侍従に任ぜられると、翌年に急死した兄・信方に代わって、伊豆守を遥任ながら7年間務めている。その後、後白河天皇の姉である上西門院や妃の建春門院の側近となる一方、六条・高倉両天皇の蔵人を務めた事から、平清盛の知遇を得る。
その後、平氏政権の実務官僚として、嘉応2年（1170年）に左少弁に任ぜられ三事兼帯して以降、各弁官（右少弁以外を全て歴任）や内蔵頭を歴任、治承三年の政変直前の10月10日、参議に昇進した藤原光能の後任として蔵人頭となる。やがて安徳天皇が即位して高倉上皇が院政を開始（当時、後白河法皇は幽閉中であった）すると、蔵人頭と新院の院別当を兼務した。
ところが養和元年（1181年）に参議に昇進し、2年後に従三位に昇叙した頃から、一転して源頼朝の友人の一人として経房の名前が突然浮上する事になる。今まで平氏政権の下で順調に出世し、反平氏の行動と全く無縁であった彼がなぜその地位を手に入れたのかは判然としない。これについては経房が兄・信方と共に2代にわたって伊豆守であり、伊豆国の在庁官人であった頼朝の義父・北条時政と交流があったという説がある。また経房と頼朝の関係を見ると、二人ともかつては上西門院の側近で面識があったと考えられる。また、経房は保元3年（1158年）から6年間安房守を務め、その後息子の定経や弟の藤原定長ら近親者が養和元年（1181年）まで安房守を連続して務めている。つまり、吉田経房及び吉田家が同時期の安房国の知行国主であったと考えられる。このため、石橋山の戦いで敗れた頼朝が安房国に脱出したのは、事前に経房から許可を得ていたからだとする説もある。
真相はどうあれ、「うるわしい人」（『平家物語』）・「廉直な貞臣」（『吾妻鏡』）と頼朝が評したとされる話も決して大袈裟ではなく、元暦元年（1184年）に頼朝が朝廷に対して経房の権中納言昇進を求めて受け入れられたのを機に頼朝からの朝廷や院への要請は多くが経房を経由して行われるようになる。これが鎌倉幕府における関東申次の始まりであると考えられている。守護・地頭の設置や源義経の追討といった重要な要請は実際には経房を経由して朝廷に申し出がなされた。文治元年（1185年）に議奏・大宰権帥、建久元年（1190年）に民部卿に任命されると、翌年には正二位に叙された。この間に頼朝の許しを得て、平維盛の未亡人で藤原成親の娘である新大納言局を後室としたという。建久6年（1195年）には中納言に昇進し、同9年（1198年）には権大納言にまで昇進するも、翌年に頼朝が没すると経房もまた体調を崩すようになり、正治2年（1200年）に出家して経蓮と号するが間もなく病死した。
日記として『吉記』（きちき/きっき）が伝わっている。また、文治2年（1186年）10月と建久6年（1195年）1月に大規模な歌合を行っている（「経房家歌合」「民部卿家歌合」）。この歌合は幅広い出自を持つ新旧の歌人が揃った『新古今和歌集』への過渡期の歌合とされており、例えば前者には六条藤家の中心であった藤原経家や御子左家の次代を担う存在であった藤原定家、源長俊・中原清重・大江公景といった院近臣層に属する諸大夫・地下人出身者などが参加していた。
初めは邸宅のあった通りから「勘解由小路」と名乗っていたが、後に京の東郊・吉田に別邸を建てたために家名を「吉田」と改めたとされる。後に家名を甘露寺に改め、多くの分家が堂上家として後世に名を残した。

## 官歴
※日付＝旧暦
- 久安6年（1150年）
  - 6月9日：蔵人
  - 7月8日：従五位下
- 仁平元年（1151年）7月24日：伊豆守
- 保元2年（1157年）
  - 8月21日：勘解由次官を兼任
  - 10月21日：従五位上（大内裏・左衛門陣後庁の造営）
- 保元3年（1158年）
  - 2月3日：皇后宮権大進を兼任（統子内親王立后日）
  - 11月26日：安房守
- 保元4年（1159年）2月13日：皇后宮権大進を辞任（院号宣下による）。上西門院判官代
- 永暦2年（1161年）4月1日：正五位下
- 長寛2年（1164年）2月28日：安房守を辞任
- 永万2年（1166年）
  - 3月9日：昇殿
  - 改元して仁安元年8月27日：蔵人
- 仁安2年（1167年）
  - 正月30日：右衛門権佐
  - 8月1日：左衛門権佐
- 仁安3年（1168年）
  - 2月19日：新帝（高倉天皇）蔵人
  - 3月20日：皇太后宮大進（平滋子立后日）
- 嘉応元年（1169年）4月12日：皇太后宮大進を辞任（院号宣下による）。建春門院判官代
- 嘉応2年（1170年）
  - 正月18日：左少弁を兼任（三事兼帯）
  - 7月26日：蔵人・左衛門権佐を辞任
- 承安2年（1172年）2月23日：従四位下。権右中弁
- 承安3年（1173年）11月21日：従四位上（最勝光院の供養）
- 承安5年（1175年）
  - 4月16日：正四位下（石清水賀茂行幸）
  - 改元して安元元年12月8日：右中弁
- 治承元年（1177年）12月5日：内蔵頭を兼任
- 治承2年（1178年）12月15日：春宮（言仁親王）昇殿
- 治承3年（1179年）
  - 10月9日：左中弁
  - 10月10日：蔵人頭
  - 10月21日：修理左宮城使を兼任
  - 12月7日：後院（高倉上皇）別当
  - 12月10日：内蔵頭を辞任。正蔵率分所勾当。装束使
- 治承4年（1180年）2月21日：新帝（安徳天皇）蔵人頭。新院（高倉上皇）別当
- 治承5年（1181年）
  - 9月23日：右大弁
  - 改元して養和元年12月4日：左大弁。参議
- 養和2年（1182年）3月8日：近江権守を兼任
- 寿永2年（1183年）正月5日：従三位
- 元暦元年（1184年）
  - 9月18日：権中納言
  - 9月28日：大嘗会御禊装束司庁長官
  - 11月17日：正三位（大嘗会）
- 文治元年（1185年）10月11日：大宰権帥を兼任
- 文治4年（1188年）正月6日：従二位
- 文治6年（1190年）
  - 正月14日：大宰権帥を辞任
  - 改元して建久元年8月13日：民部卿を兼任
- 建久2年（1191年）正月7日：正二位
- 建久6年（1195年）
  - 11月10日：中納言
  - 11月12日：民部卿如元
- 建久9年（1198年）
  - 11月14日：権大納言。民部卿如元
  - 11月15日：大嘗会検校
  - 12月29日：帯剣を許される
- 正治2年（1200年）
  - 2月30日：出家
  - 閏2月11日：薨去

## 系譜
- 父：藤原光房
- 母：藤原俊忠の娘
- 妻：平範家の娘
  - 男子：吉田定経（1158-1231）
- 妻：官女（藤原顕憲の娘）
  - 男子：吉田良経 - 藤原時経とも
- 妻：新大納言局（藤原成親の娘、平維盛前妻）
- 生母不明の子女
  - 女子：滋野井公時室
  - 女子：平時実室
- 養子
  - 男子：吉田資経 - 定経の長男

## 関連作品
テレビドラマ
- 『新・平家物語』（1972年、NHK大河ドラマ、演：宮崎和命）
- 『草燃える』（1979年、NHK大河ドラマ、演：戸沢佑介、川部修詩）